# Sembayat (Seluma Timur)
Sembayat is een bestuurslaag in het regentschap Seluma van de provincie Bengkulu, Indonesië. Sembayat telt 1187 inwoners (volkstelling 2010).